# Panamská balboa
Panamská balboa je zákonným platidlem středoamerického státu Panama. Její ISO 4217 je PAB. Jedna setina balboy se nazývá centésimo. Název balboa nese panamská měna po španělském conquistadorovi a objeviteli Vascu Núñezi de Balboa, který v roce 1513 přešel panamskou šíji a objevil Pacifik. 

## Vývoj
Balboa je měnou Panamy od roku 1904. O rok dříve (1903) získala Panama nezávislost na Kolumbii, jejíž byla do té doby provincií. Balboa nahradila původní kolumbijské peso. Hned od začátku své existence byla balboa pevně navázána na americký dolar v poměru 1 balboa = 1 dolar. Americký dolar je souběžně s balboou druhým zákonným platidlem Panamy.

## Mince a bankovky
- Používanější z dvojice platidel v zemi je dolar. Balboa má za úkol jen doplňovat americké mince v běžném platebním styku obyvatelstva. V zemi kolují americké i panamské mince. Panamské mince se svojí váhou, hmotností a zastoupením chemických prvků sjednotily s americkými. Jednodolarová mince je v Panamě neplatná.

Panamské mince mají hodnoty 1, 5, 10, 25 a 50 centésimos a 1 balboa (stejné hodnoty, jaké mají centové mince dolaru, dolarové mince v Panamě neplatí).
- Bankovky panamské balboy neexistují. V oběhu jsou pouze bankovky amerického dolaru. V roce 1941, kdy byl prezidentem státu Arnulfo Arias, byly vydány bankovky balboy, které byly platné jen několik dní a vysloužily si lidový název sedmidenní dolary. Před i po těchto panamských bankovkách se používaly a používají bankovky dolaru.